# Ciriaco Ceballos
Ciriaco Ceballos Bustillo y Ceballos Neto (Quijano, 8 de agosto de 1764-Nueva Orleans,  9 de febrero de 1816) fue un marino y cartógrafo español.

## Biografía

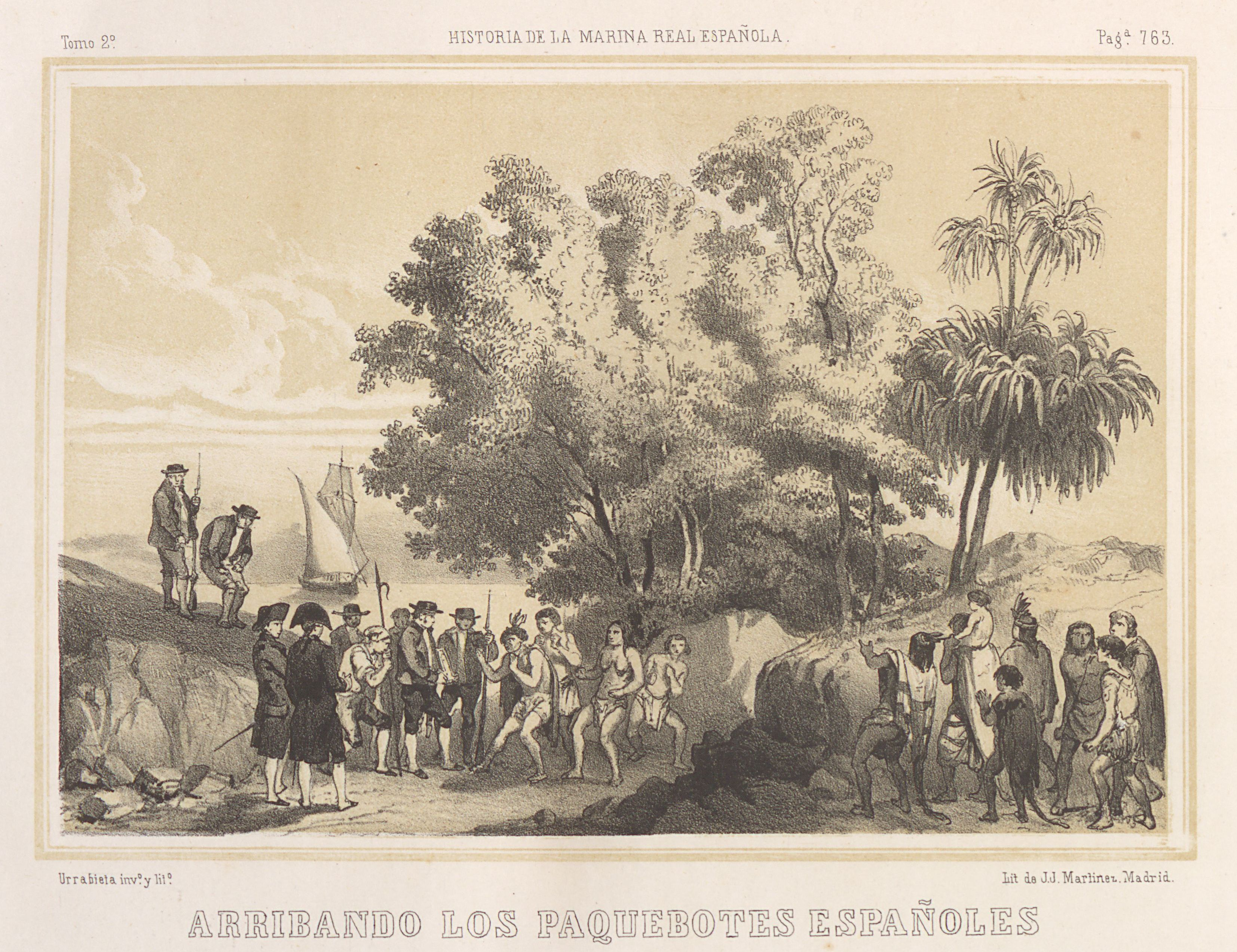
«Arribando los paquebotes españoles Santa Casilda y Santa Eulalia á una ensenada del Cabo Redondo, en el estrecho de Magallanes, desembarca en ella el teniente de fragata D. Ciriaco Ceballos con algunos oficiales; regala a los indios entre otras bujerias, un espejo y al ver en él representada su figura se quedan como encantados de asombro. (Año 1788.)». Litografía de Vicente Urrabieta en Historia de la Marina Real Española (1854).

Nacido el 8 de agosto de 1764, era hijo de José Gerónimo Ceballos Neto, y de María Antonia de Bustillo Ceballos.
Sirvió a la armada española desde los dieciséis años. Tras varias misiones destacadas, formó parte de la expediciones científicas de Antonio de Córdova y en la de Alejandro Malaspina.
Participó en la expedición de la Santa María de Cabeza 1788-1789 junto a Fernando Miera y Cosme Churruca como oficial hidrógrafo. Quedando constancia del viaje en el Apéndice a la relación del viaje al Magallanes de la fragata de guerra Santa María de la Cabeza, que contiene el de los paquebotes Sta. Casilda y Sta. Eulalia para completar el reconocimiento del estrecho en los años 1788 y 1789 de José Vargas Ponce.
Ya como comandante de navío participó en la batalla del Cabo de San Vicente en 1797 y en el bloqueo a Gibraltar entre otras acciones bélicas. Estuvo en París destacado como enlace de la escuadra agregado al embajador hasta 1802, en que regresó a Cádiz por tierra. Al inicio de la Guerra de Independencia española, se le tildó de liberal y tuvo que exiliarse en Nueva España. 
En Veracruz, ocupó el cargo de comandante de su puerto y de los guardacostas de México. El 24 de abril de 1803 ascendió a capitán de navío, cargo que aprovechó para llevar a cabo unos levantamientos cartográficos de la península de Yucatán, lo que le valió la obtención del hábito de la Orden de Calatrava en 1807. Procesado injustamente en 1809 como consecuencia de un alboroto popular ocasionado por su orden de apresar un buque francés, Cevallos se exilió en Luisiana, territorio estadunidense desde su venta por Napoleon en 1803 y falleció en Nueva Orleans en 1816 .
Su participación en la Expedición Malaspina en el marco de las expediciones de España en el Pacífico Noroeste dio nombre a la villa de Ceballos en la Columbia Británica (Canadá). Una placa en su lugar de nacimiento de Quijano recuerda hoy su memoria. 
Realizó una significativa obra cartográfica publicando su Atlas Marino de la América Septentrional.